# Friedrich Justin Bertuch

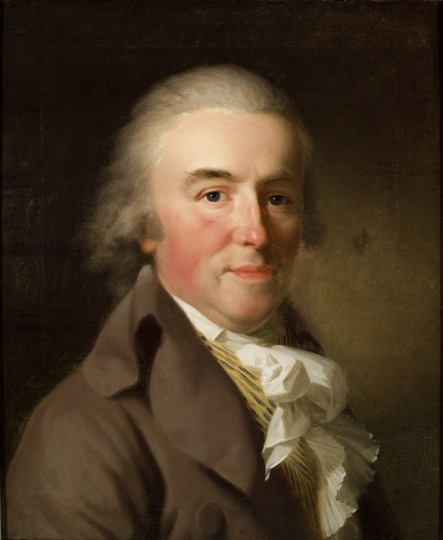
Friedrich Justin Bertuch, Gemälde von Johann Friedrich August Tischbein, 1796, Gleimhaus Halberstadt

Friedrich Johann Justin Bertuch (* 30. September 1747 in Weimar; † 3. April 1822 ebenda) war ein bedeutender Handelsunternehmer und Verleger im klassischen Weimar.

## Herkunftsfamilie
Der Vater Justinus Bertuch (* 6. März 1718) war Garnisonsarzt in Weimar, Sohn eines Justin Bertuch (1677‒1718), der Pfarrer in Buttelstedt bei Weimar war. Er stammte aus der Familie Bertuch in Tennstedt, der auch der seinerzeit bekannte Rektor von Schulpforta Justin Bertuch (1564‒1626) entstammte.
Die Mutter Christiana Rosina Maria geb. Burger (* 12. August 1713) war die älteste Tochter von Johann Ehrenfried Burger (auch: Bürger; * etwa 1686, † 15. Dezember 1755). Burger war Registrator in der Geheimen Rats-Kanzlei; von 1737 bis 1745 übte er auch das Wahlamt eines Stadtrichters aus. Ihre Mutter war Dorothea Rosina geb. Kromeyer (1691‒1750), Tochter des Fürstlich Sächsischen Landschaftskommissars Ernst Kromeyer.
Christiana Rosina heiratete in erster Ehe 1741 den Weimarer Garnisonsarzt Johann Georg Slevogt, Sohn des Juristen Johann Philipp Slevogt (1649–1727); ihr Ehemann starb 1742. Am 3. November 1746 heiratete sie seinen Amtsnachfolger Bertuch. Auch diese Ehe fand ein unerwartetes frühes Ende: Der Vater des vierjährigen Friedrich Justin starb am 14. Juni 1752 in der Folge eines Blutsturzes.
Fünf Jahre später heiratete Friedrich Justins Mutter den jungen Geistlichen Johann Gottlieb Hänsche (auch: Hensche; * 2. März 1724). Hänsche war zunächst Collaborator an der Garnisonskirche in Weimar. Im Jahr 1757 wurde der Pfarrer Carl Christoph Günther, Amtsinhaber des Pfarrbezirks Cospeda bei Jena (zu dem auch die Filialen Closewitz und Lützeroda gehörten), nach Mattstedt versetzt. Hänsche wurde sein Nachfolger in Cospeda. In dem dörflichen Pfarrhaus hatte Friedrich Justin einige unbeschwerte Jahre. Der Stiefvater starb jedoch überraschend am 2. Juni 1762, und am 11. November des Jahres starb auch die Mutter. Der verwaiste Friedrich Justin, soeben 15 Jahre alt, fand Aufnahme in der Familie seines „Onkels“ Gottfried Matthias Ludwig Schrön (1733–1811) in Weimar. Das genaue Verwandtschaftsverhältnis ist nicht gesichert; vermutlich war seine Ehefrau Friederika Dorothea Sabina geb. Burger (1722‒1787) eine Schwester von Friedrich Justins Mutter.

## Leben
Bertuch besuchte das Weimarer Wilhelm-Ernst-Gymnasium bis April 1767 und studierte dann bis 1769 an der Landesuniversität in Jena erst Theologie und dann Rechtswissenschaft. Sein Hauptinteresse galt jedoch der Literatur und der Naturgeschichte.
1769 bot der Freiherr Ludwig Heinrich Bachofen von Echt dem 22-Jährigen an, auf dem Rittergut Dobitschen bei Altenburg als Hoflehrer die Söhne Bachofen von Echts zu unterrichten. Bertuch brach ohne Zögern sein Studium ab und übernahm Ende 1769 die Hauslehrerstelle. Er lernte seinerseits von seinem Arbeitgeber, der Gesandter in Spanien war, die spanische Sprache, übersetzte die apokryphe Fassung des zweiten Teils des Don Quichote von Alonso Fernández de Avellaneda ins Deutsche. Caspar Fritsch aus Leipzig verlegte die Übersetzung in den Jahren 1775 bis 1777. Erfolg versprachen auch seine Übersetzungen englischer und französischer Literatur. Versorgt mit Veröffentlichungen aus dem frankophonen Raum wurde er insbesondere durch die Straßburger Verlagsbuchhandlung Bauer, Treuttel & Würtz.

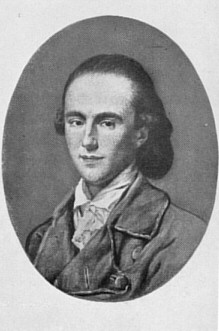
Friedrich Justin Bertuch 1778

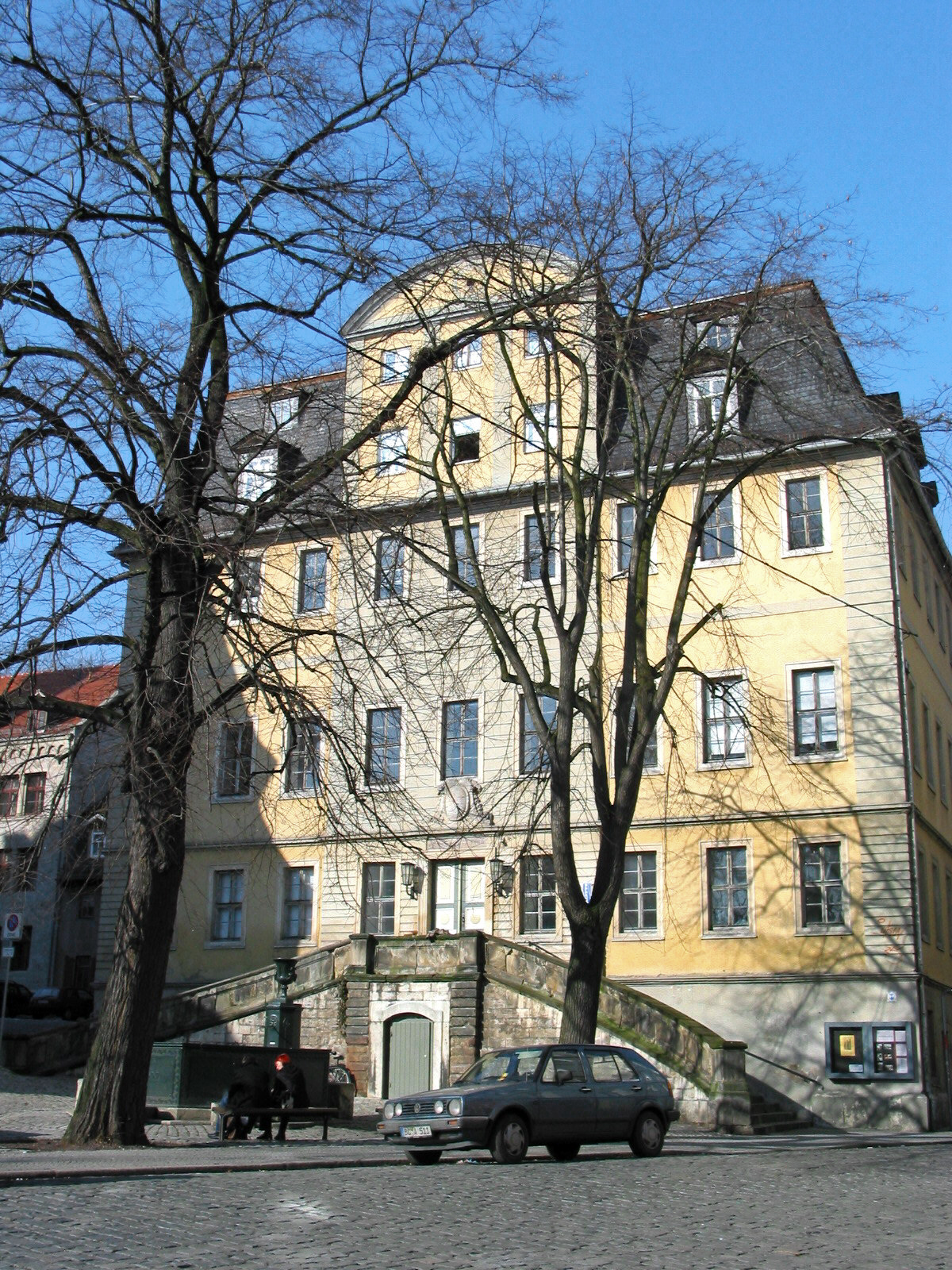
Das einstige Wilhelm-Ernst-Gymnasium Weimar (2003 vor der Sanierung) am Herderplatz, wo Friedrich Justin Bertuch Schüler war

Aus gesundheitlichen Gründen kehrte Bertuch im Frühjahr 1773 nach Weimar zurück. Er pflegte als freier Schriftsteller Kontakte zum Hofkapellmeister Ernst Wilhelm Wolf und dessen Frau, der Tochter des Konzertmeisters Franz Benda, sowie zum Schauspielerehepaar Friederike und Abel Seyler, dem Schauspieler Konrad Ekhof und dem Gymnasialprofessor und Märchensammler Johann Karl August Musäus. Seinen Lebensunterhalt verdiente er bis 1796 als Verwalter der herzoglichen Privatfinanzen.
Bertuch konnte von 1782 bis 1786 am Teutschen Merkur mitarbeiten. Dessen Herausgeber Christoph Martin Wieland, Erzieher der Söhne der Weimarer Herzogin Anna Amalia, verschaffte ihm Zugang zum Weimarer Hof. Bertuchs Übersetzung des von der Herzogin bei Antoine Houdar de la Motte in Auftrag gegebenen Trauerspiels Ines de Castro aus dem Französischen fand große Beachtung.
1774 reichte Bertuch zusammen mit dem befreundeten Maler Georg Melchior Kraus in Weimar die Denkschrift Entwurf einer mit wenigen Mitteln hier zu errichtenden freien Zeichenschule ein. Auf diese Initiative hin wurde 1776 von Herzog Karl August in den Räumen des Roten Schlosses die sogenannte Fürstliche freie Zeichenschule Weimar gegründet, die nach Bertuchs Ideen eingerichtet und später von Johann Heinrich Meyer sowie ab 1788 von Johann Wolfgang von Goethe geleitet wurde. Bertuchs Ziel war es, allen Interessenten, gleich welchen sozialen Standes, die Möglichkeit zu bieten, ihre handwerkliche Kunstfertigkeit zu verbessern und ihre Talente auszubilden.
Bertuch wurde im September 1775 Geheimer Sekretär des Herzogs und hatte dessen Schatull-Vermögen (Privatvermögen) zu betreuen. Er wurde im April 1776 zum Rat und im März 1785 zum Legationsrat ernannt. Im Herbst 1796 schied er aus den herzoglichen Diensten aus. 1776 wurde er in die Weimarer Freimaurerloge Anna Amalia zu den drei Rosen aufgenommen.
Seine geschäftliche Tätigkeit war vielfältig. Er nahm 1777 den großen „Baumgarten“, den heutigen Weimarhallenpark, in Erbpacht und gestaltete ihn um; der Schwanseeteich im öffentlich zugänglichen Garten seines Anwesens wurde zu einer beliebten Eislauffläche. 1782 gründete er eine Fabrik für künstliche Blumen. Das Unternehmen wurde von seiner Ehefrau Caroline und ihrer Schwester Auguste geleitet und hatte mit dem kunstgewerblichen Modeartikel in ganz Deutschland Erfolg. 1785 gründete er zusammen mit Christian Gottfried Schütz die äußerst erfolgreiche Allgemeine Literatur-Zeitung.

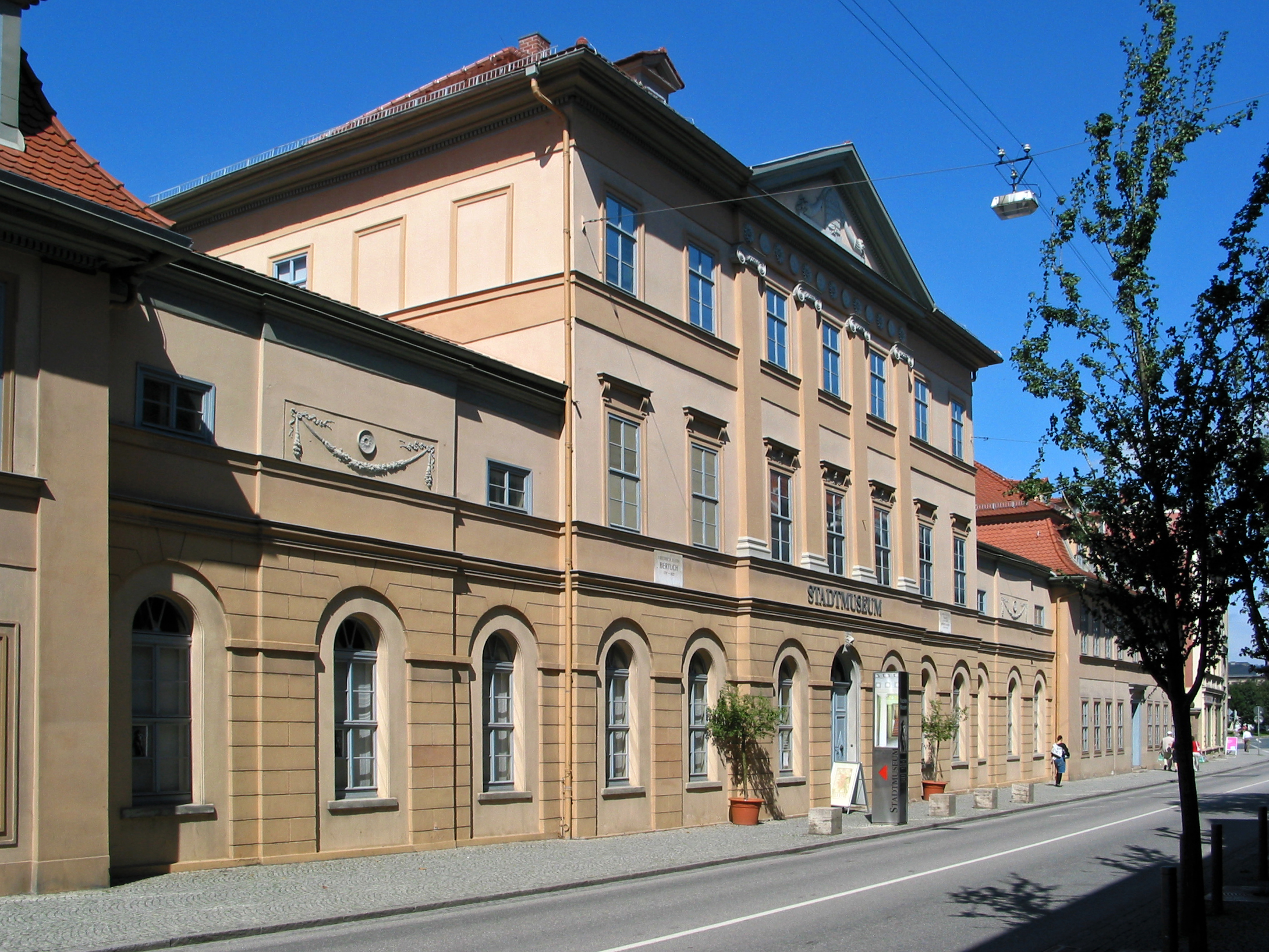
Bertuchhaus am Baumgarten, ehemals Wohn- u. Geschäftshaus von F. J. Bertuch, heute Sitz des Stadtmuseums Weimar

Ab 1778 konnte Bertuch seine Werke selbst verlegen, nachdem er eine Schleifmühle zu einer Papier- und Farbenmühle hatte umbauen lassen – ein weiteres Beispiel für seine Weitsicht und sein kaufmännisches Talent. 1780 ließ er am Weimarer Baumgarten sein Haus errichten, in dem auch die Fabrik für Kunstblumen ihren Platz fand, in der auch Goethes spätere Frau Christiane Vulpius beschäftigt war.
Das Journal des Luxus und der Moden, das Bertuch seit 1786 herausgab, pries nicht nur Kunstblumen, sondern auch technische Neuerungen an, enthielt Lesestoff zur Unterhaltung und Belehrung und gilt als die erste Illustrierte Europas. Für den Plan eines Landes-Industrie-Comptoirs, das die Landesindustrie fördern, geschickte Arbeiter ausbilden und den Wohlstand steigern sollte, erhielt Bertuch 1791 das fürstliche Privileg. Er beschäftigte zeitweilig 400 bis 500 Personen, was etwa zehn Prozent der Weimarer Bevölkerung entsprach. Es gelang ihm damit, Drucker, Kartographen und Künstler unter einem Dach zu vereinigen. Die Entlohnung war überdurchschnittlich. Im Jahr 1792 wurde er zum Mitglied der Gelehrtenakademie Leopoldina gewählt.
1793 definierte Bertuch selbst diese Art Unternehmen in einem Aufsatz öffentlich als „ein unfehlbares Mittel, die deutsche Industrie zu beleben und Nahrung und Wohlstand unter uns zu verbreiten“. Hier zeigte sich aufklärerisches Gedankengut, das auf die Marktwirtschaft praktisch angewendet wurde:
„Ich verstehe unter Landes-Industrie-Institut eine gemeinnützige öffentliche oder private Anstalt, die sichs zum einzigen Zwecke macht, theils die Natur-Reichthümer ihrer Provinz aufzusuchen und ihre Kultur zu befördern, theils den Kunstfleiß ihrer Einwohner zu beleben, zu leiten und zu vervollkommnen.“ […] „Am besten und für das Land am wohlthätigsten, werden alle dergleichen Unternehmungen durch kaufmännische Societäten oder sogenannte Actien-Gesellschaften, oder wenn ihr Objekt nicht so groß ist, blos durch einen thätigen und geschickten Privat-Mann gemacht.“
Bertuch erlangte über die geforderte „Lokal-Nützlichkeit und Lokal-Wirksamkeit“ hinaus nationale und europäische Wirksamkeit. Zu dem Landes-Industrie-Comptoir zählten im Laufe der Zeit die schon früher errichtete Papier- und Farbenmühle, die Buchdruckerei, eine kartografische Abteilung (seit 1804 als „Geographisches Institut“ selbstständig) und vieles mehr. Ab 1796 war Bertuch außerdem kaufmännischer Direktor der Chalkographischen Gesellschaft zu Dessau.
Solche Produktionsinstrumente für eine „literarische und artistische Industrie“ im Rücken, bezeichnete Bertuch sich als „literarischen Geburtshelfer“. Er unterstützte die erste Goethe-Ausgabe bei Göschen finanziell und erzielte mit der Allgemeinen Literatur-Zeitung ab 1785 hinsichtlich der Entwicklung der Abonnentenzahl und seiner jährlichen Einnahmen beträchtlichen Erfolg.
In Zusammenarbeit mit dem thüringischen Pfarrer und Obstbaukundler Johann Volkmar Sickler schuf Bertuch zwischen 1794 und 1820 ein Obstkabinett (Pomologisches Kabinett) als hoch wissenschaftliche und naturgetreue Modellsammlung von Kern-, Stein- und Schalenfrüchten aus Wachs. Nach Bertuchs Tod wurde die Sammlung nicht fortgesetzt. Die Nachfolge trat der Thüringer Gartenbau-Verein an. Das Museum der Natur in Gotha verfügt über 179 Wachsfrüchte von Bertuch & Sickler.
Zwischen 1790 und 1830 erschien mit Bertuchs zwölfbändigem Bilderbuch für Kinder ein Unterrichtswerk, das in monatlichen Ausgaben „das Wissen der Epoche vor dem Kind [ausbreitete]“ und mit 1185 Tafeln und 6000 Stichen illustriert war.
|  |  |  |  |

Auch durch Übersetzungen und medizinische Veröffentlichungen wurde hier in einem weiten und modernen Sinne einer breiten Öffentlichkeit Kultur zugänglich gemacht und vermittelt. Mit dem Nebeneinander von und der Spannung zwischen Idealem und Realem wurde die ganze Breite und Vielfalt weimarscher Kultur um 1800 deutlich, die von Goethes klassischer Verarbeitung des antiken Iphigenie-Stoffes bis hin zur grafischen und sprachlichen Skizze einer „neu erfundenen Englischen Patent-Waschmaschine“ reichte.
Die Kriegsereignisse des Jahres 1806 rissen Bertuchs Unternehmen in eine Krise. Es blieb fortan den politischen Zuständen ausgeliefert. Ab 1814 fungierte Bertuch auch als Verleger politischer Zeitungen und Zeitschriften, unter anderem von Nemesis und Das Oppositionsblatt, sowie der Neuen Bibliothek der wichtigsten Reisebeschreibungen zur Erweiterung der Erd- und Völkerkunde.
Seine letzten Lebensjahre verbrachte Bertuch zurückgezogen. Er starb am 3. April 1822 und wurde am südwestlichen Ende seines ehemaligen Baumgartens in dem von Eiben umsäumten Bertuch-Familiengrab beerdigt. Die Grabrede, an der Goethe mitgearbeitet hatte, hielt der Kanzler des Herzogtums Sachsen-Weimar Friedrich von Müller.

## Ehrungen
Bertuch wurde am 30. Januar 1816 zum Ritter des Großherzoglichen Hausordens erhoben.

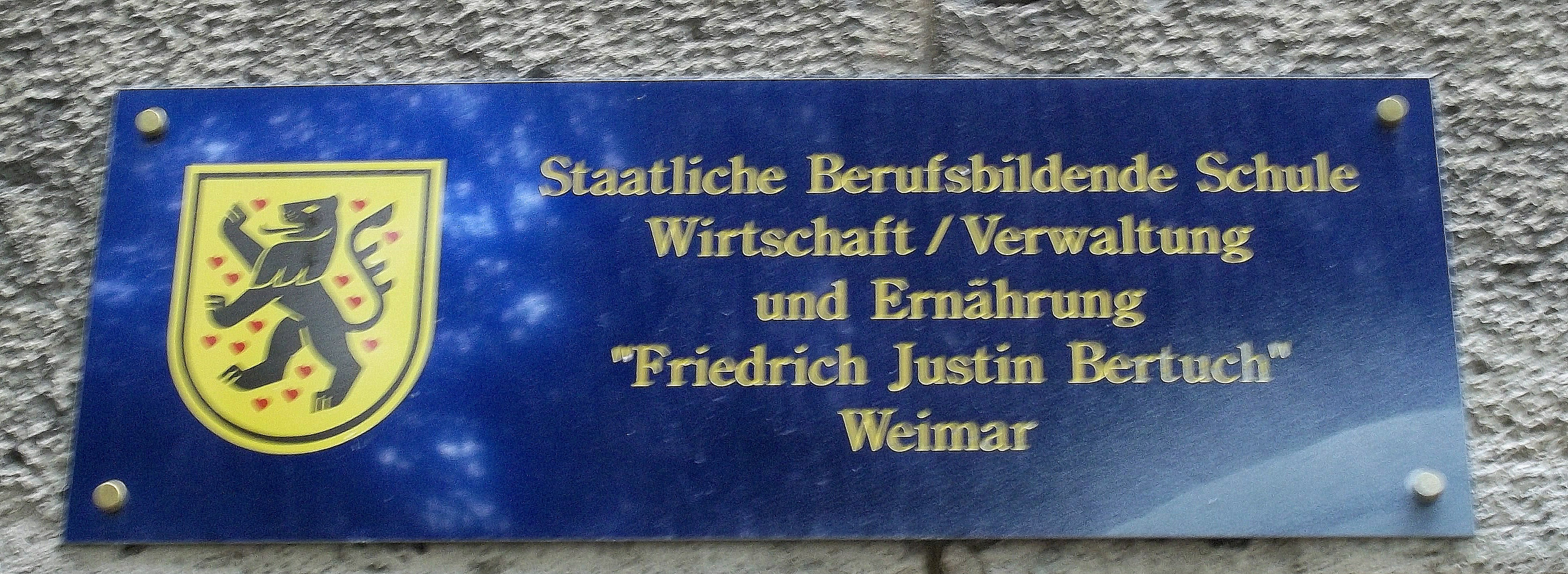
Das Namens-Schild an der zu Ehren Bertuchs benannten Berufsschule in Weimar.

Heute beherbergt das Gebäude des einstigen Sophiengymnasiums in Weimar zu Bertuchs Andenken und Ehre die „Staatliche Berufsbildende Schule Wirtschaft/Verwaltung und Ernährung „Friedrich Justin Bertuch“ Weimar“.
In seinem Wohnhaus ist das Stadtmuseum Weimar mit einer biografischen Ausstellung untergebracht.
In der Weimarer Nordvorstadt gibt es die Bertuchstraße.

## Familie
Bertuch lernte wohl schon in der Zeit seines Studiums Elisabetha Carolina Friderica Slevoigt (* 22. April 1751) in Waldeck nahe Jena kennen, eine Tochter des dortigen Wildmeisters und Oberförsters Traugott Friedeman Slevogt (1714‒1778). Er besuchte sie jahrelang; im April 1776 heirateten sie und bezogen eine Wohnung in Weimar. In der Ehe wurden zwei Kinder geboren. Der Sohn Carl (* 1777) wuchs in die Welt des Journalismus und des Verlagswesens hinein. Seine Schwester Charlotte (* 1779) heiratete 1801 den Mediziner Ludwig Froriep. Bertuchs Ehefrau Caroline starb Ende 1810. Als am 5. Oktober 1815 auch der Sohn Carl starb, war Bertuch schwer getroffen, und die Familie war um ihn und das Geschick seiner Unternehmungen besorgt. Froriep fühlte sich verpflichtet, seine Tätigkeit als Leibarzt des Württembergischen Königs in Stuttgart abzubrechen, um seinen Schwiegervater zu unterstützen; ab Frühjahr 1816 trat er in die Geschäfte ein. Seine Frau Charlotte starb Ende 1839. In den Unternehmen sah er sich wachsenden Schwierigkeiten gegenüber; schließlich übertrug er alle Teile auf seinen Sohn (Bertuchs Enkel) Robert (1804‒1861), der sie 1855 endgültig verkaufte.

## Werke (Auswahl)
- Polyxena. 1776; 1793.
- Magazin der Spanischen und Portugiesischen Literatur (1780 ff.)

1. Band (1780) enthält: Volks Romanzen; Der Denker von Clavijo; Der Traum vom jüngsten Gericht von Quevedo; Die Gatomachia von Lope de Vega; Das wunderthätige Puppenspiel von Cervantes; Briefe des Ritters von Spahrgut von Quevedo; Fragment aus der Geschichte von Granada; Proben des Camoens; Biographien. Digitalisat.
2. Band (1781) enthält: Leben des Gran Tacasio von Quevedo; Erster Gesang der Lusiade von Camoens. Digitalisat.
3. Band (1782) enthält: Der schmerzliche Zwang, Schauspiel von Lope de Vega; Die Teufel aus der Kohlenkammer, Posse in einem Akte von Cervantes; Ignez de Castro von Quita; Ignez de Castro von Ferreira; Bristo von Ferreira; Fragmente aus der Portugiesischen Geschichte und Literatur. Digitalisat.

- Die Blaue Bibliothek aller Nationen. 1790–1800. Digitalisat.
- Bilderbuch für Kinder enthaltend eine angenehme Sammlung von Thieren, Pflanzen, Blumen, Früchten, Mineralien, Trachten und allerhand andern unterrichtenden Gegenständen aus dem Reiche der Natur, der Künste und Wissenschaften; alle nach den besten Originalen gewählt, gestochen, und mit einer kurzen wissenschaftlichen, und den Verstandes-Kräften eines Kindes angemessenen Erklärung begleitet von F. J. Bertuch. 12 Bände.[40] Verlag des Industrie-Comptoirs, Weimar 1792–1830. (UB Heidelberg, HAAB Weimar).
- Ueber die Mittel Naturgeschichte gemeinnütziger zu machen und in das practische Leben einzuführen, nebst Plan und Ankündigung einer Folge dahin abzweckender Werke. Weimar 1799. Digitalisat.
- Tafeln der allgemeinen Naturgeschichte nach ihren drey Reichen. 1806.[41] Digitalisat.
- Portraits der berühmtesten Geographen, Seefahrer, Reisebeschreiber und anderer um die Erd- und Länderkunde wohlverdienter Männer, mit kurzen biographischen Notizen von ihnen. Weimar 1808. Hathi.

Herausgeber:
- Allgemeine Literatur-Zeitung (ab 1787 mit Intelligenzblatt der Allgemeinen Literatur-Zeitung). Jena 1785–1803, Halle 1804ff. Digitalisate Mchn; Digitalisate Jena; Digipress.
- London und Paris. 1798 bis 1810 in 24 Bänden erschienen. Digitalisate.
- Allgemeine Geographische Ephemeriden. Verfasst von einer Gesellschaft von Gelehrten. Mit Adam Christian Gaspari von 1800–1803, mit Christian Gottlieb Reichard von 1803–1805 und ab 1806 allein. Digitalisat.
- Allgemeines Archiv für Ethnographie und Linguistik. Mit Johann Severin Vater (Hg.), Landes-Industrie-Comptoir, Weimar 1808 (Nach dem ersten Band eingestellt.) Digitalisat.
- (zusammen mit Heinrich Luden) Nemesis. Zeitschrift für Politik und Geschichte. Weimar 1814–1818.[42] Digitalisate.
- (zusammen mit Ludwig Friedrich von Froriep) Oppositions-Blatt oder Weimarische Zeitung (mit Beilage zum Oppositions-Blatte). Weimar 1817–1820.[43] Digitalisate.
- Neue Allgemeine Geographische Ephemeriden. Verfasst von einer Gesellschaft von Gelehrten. 1817–1822.[44] Digitalisate.

### Fehlzuschreibung
Dieses Werk eines österreichischen Autors wird in vielen Katalogen dem Weimarer Friedrich Justin Bertuch zugeschrieben:
- Wunder-Cabinet. Gesammelte Bruchstücke zur Kenntniß außergewöhnlicher und noch wenig bekannter Gegenstände unsers Erdballes und seiner Bewohner. Von A. V. Bertuch. In Joseph Müllerʼs Buchhandlung, Pesth 1818. Zwei Bände:  Erster Band, Zweyter Band.

### Wissenschaftliche Literatur und Sachbücher
- Karl August Böttiger: Literarische Zustände und Zeitgenossen. Begegnungen und Gespräche im klassischen Weimar. Hrsg. von Klaus Gerlach und René Sternke. Berlin 1998. ISBN 3-351-02829-6. (S. 284‒302: Friedrich Johann Justin Bertuch; Kommentar dazu: S. 487‒490.)
- Deutsches Geschlechterbuch. Genealogisches Handbuch bürgerlicher Familien. Band 169, Limburg 1975.
- Heinrich Döring: Friedrich Justin Bertuch. In: Zeitgenossen. Biographien und Charakteristiken. Neue Reihe Heft 19, 1826, S. 77‒103.
- Wilhelm Feldmann: Friedrich Justin Bertuch, ein Beitrag zur Geschichte der Goethezeit. Mit der Rede des Kanzlers v. Müller auf Bertuch. Saarbrücken 1902. Digitalisat.
- Wiebke von Häfen: Ludwig Friedrich von Froriep (1779–1847): Ein Weimarer Verleger zwischen Ämtern, Geschäften und Politik. Köln 2007, ISBN 978-3-412-03606-5. (Inhaltsverzeichnis)
- Albrecht von Heinemann: Ein Kaufmann der Goethezeit. Friedrich Johann Justin Bertuchs Leben und Werk. Weimar 1955.
- Jutta Heinz: Ueber die Mittel Naturgeschichte gemeinnütziger zu machen (1799). Bertuchs Entwurf eines populärwissenschaftlichen Forschungs- und  Verlagsprogramms. In: Gerhard R. Kaiser, Siegfried Seifert (Hrsg.): Friedrich Justin Bertuch (1747–1822). Verleger, Schriftsteller und Unternehmer im klassischen Weimar. Tübingen 2000, S. 659–671. (PDF).
- Siglinde Hohenstein: Friedrich Justin Bertuch (1747–1822) ‒ bewundert, beneidet, umstritten. Übersetzer mit Verdiensten. Dichter ohne Talent. In Weimar kluger Verwalter der fürstlichen Privatschatulle, erfolgreicher Herausgeber und Verleger, Freund Goethes. Ein Kapitalist und Philanthrop der Aufklärung. Berlin 1989. ISBN 3-11-011350-3.
- Adolph Kohut: Friedrich Justus Bertuch. Mit 4 ungedruckten Briefen Bertuchs. In: Nord und Süd. Eine deutsche Monatsschrift. 83. Band. 1897, S. 73–83. Digitalisat.
- Katharina Middell: „Die Bertuchs müssen doch in dieser Welt überall Glück haben.“ Der Verleger Friedrich Justin Bertuch und sein Landes-Industrie-Comptoir um 1800. Leipziger Universitäts-Verlag, Leipzig 2002, ISBN 3-936522-17-0. (Inhaltsverzeichnis)
- O. Mühlbrecht, A. Froriep: Bertuch, Friedrich Justin. In: Allgemeine Deutsche Biographie (ADB). Band 2, Duncker & Humblot, Leipzig 1875, S. 552 f.
- Julia A. Schmidt-Funke: Auf dem Weg in die Bürgergesellschaft. Die politische Publizistik des Weimarer Verlegers Friedrich Justin Bertuch. Böhlau, Köln 2005, ISBN 978-3-412-22305-2.
- Kurt Schreinert: Bertuch, Friedrich Justin. In: Neue Deutsche Biographie (NDB). Band 2, Duncker & Humblot, Berlin 1955, ISBN 3-428-00183-4, S. 171–173 (Digitalisat).
- Walter Steiner, Uta Kühn-Stillmark: Friedrich Justin Bertuch. Ein Leben im klassischen Weimar zwischen Kultur und Kommerz. Böhlau, Köln 2001, ISBN 3-412-11097-3. (Inhaltsverzeichnis)

### Belletristik
- Christoph Werner: Ein Tag im Leben des Friedrich Justin Bertuch. Historische Erzählung. Bertuch Verlag GmbH, Weimar 2024, ISBN 978-3-86397-195-3.